# Graptomyza coomani
Graptomyza coomani är en tvåvingeart som beskrevs av Seguy 1948. Graptomyza coomani ingår i släktet Graptomyza och familjen blomflugor. Inga underarter finns listade i Catalogue of Life.